# Coppa del Re 2012 (hockey su pista)
La Coppa del Re 2012 è stata la 69ª edizione della principale coppa nazionale spagnola di hockey su pista. La competizione ha avuto luogo con la formula della final eight dal 1º al 4 marzo 2012 presso il Pavelló de les Casernes di Vilanova i la Geltrú. 
Il trofeo è stato conquistato dal Barcellona per la diciannovesima volta nella sua storia superando in finale il Noia.

## Squadre partecipanti
Le squadre qualificate sono le prime otto classificate al termine del girone di andata dell'OK Liga 2011-2012.
| Club            | Qualificazione                             |
| --------------- | ------------------------------------------ |
| Barcellona      | 1º posto nel girone di andata dell'Ok Liga |
| Liceo La Coruña | 2º posto nel girone di andata dell'Ok Liga |
| Noia            | 3º posto nel girone di andata dell'Ok Liga |
| Vilanova        | 4º posto nel girone di andata dell'Ok Liga |
| Maçanet         | 5º posto nel girone di andata dell'Ok Liga |
| Blanes          | 6º posto nel girone di andata dell'Ok Liga |
| Vendrell        | 7º posto nel girone di andata dell'Ok Liga |
| Reus Deportiu   | 8º posto nel girone di andata dell'Ok Liga |

## Risultati

### Quarti di finale
| Squadra 1       | Risultato | Squadra 2     |
| --------------- | --------- | ------------- |
| 1º marzo 2012   |           |               |
| Noia            | 2 - 1     | Blanes        |
| Liceo La Coruña | 8 - 3     | Vendrell      |
| 2 marzo 2012    |           |               |
| Barcellona      | 8 - 7     | Reus Deportiu |
| Vilanova        | 11 - 10   | Maçanet       |

### Semifinali
| Squadra 1    | Risultato | Squadra 2       |
| ------------ | --------- | --------------- |
| 3 marzo 2012 |           |                 |
| Barcellona   | 5 - 4     | Vilanova        |
| Noia         | 4 - 1     | Liceo La Coruña |

### Finale
| Vilanova i la Geltrú 4 marzo 2012 | Barcellona | 3 – 2 | Noia |  |